# 10 de novembre
El 10 de novembre o 10 de santandria és el tres-cents catorzè dia de l'any del calendari gregorià i el tres-cents quinzè en els anys de traspàs. Queden 51 dies per finalitzar l'any.

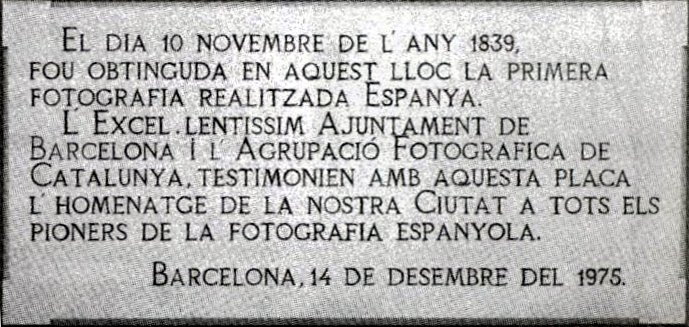
Placa commemorativa de la primera foto feta a Barcelona, el 10 de novembre de 1839.

## Esdeveniments
Països Catalans
- 1009 - Primera consagració de l'abadia de Sant Martí del Canigó, per l'abat Oliba.
- 1314 - Catalunya: l'infant Alfons, el futur Alfons III, es casa amb Teresa d'Entença, amb la qual cosa el comtat d'Urgell torna a la família del Casal de Barcelona, després de quatre segles (Borrell II va ser el darrer comte de Barcelona que alhora ho era d'Urgell).
- 1347 - Casament de Jaume III de Mallorca i Violant de Vilaragut, que tingueren dues filles.
- 1875 - Ciutadella (Menorca): S'inaugura el Teatre des Born.[2]
- 1897 - València: gran crescuda del riu Túria.[3]
- 1907 - Barcelona: Fundació del Club Natació Barcelona, degà de la natació espanyola, fundador de les federacions catalana i espanyola i inspirador del Comitè Olímpic Espanyol.
- 1976 - Andorra la Vella: Presentació del Congrés de Cultura Catalana.

Resta del món
- 1775 - Tun Tavern (Pennsilvània, Estats Units): Es funda el Cos de Marines dels Estats Units d'Amèrica.
- 1808 - Gamonal (Província de Burgos, Castella i Lleó): després de guanyar en la batalla de Gamonal Napoleó Bonaparte va fer de Burgos la seva capital fins a ocupar Madrid durant la Guerra del Francès.
- 1862 - Sant Petersburg, Rússia: Estrena de La forza del destino (La força del destí), òpera en quatre actes de Giuseppe Verdi
- 1924 - Comença les seves emissions des de Madrid Radio España, segona emissora de l'estat, amb el nom d'EAJ-2.
- 1969 - Estats Units: primera emissió de l'educativa sèrie de televisió Barri Sèsam.
- 1999 - Lausana, Suïssa: es funda l'Agència Mundial Antidopatge.[4]

## Naixements
Països Catalans
- 1786 - València (País Valencià): Vicent Salvà i Pérez, llibreter, polític, bibliògraf i editor literari valencià (m. 1849).
- 1890 - Sant Quirze del Vallès (Vallès Occidental): Joan Vila i Puig, pintor paisatgista català (m. 1963).
- 1919 - Barcelona (Barcelonès): Josep Maria Caffarel i Fàbregas, actor (m. 1999).
- 1961 - Barcelona: Ester Formosa, actriu i cantant, professora de veu creativa i cant.[5]
- 1977 - Alacant: Cristina Rodríguez Armigen, política valenciana, diputada a les Corts Valencianes en la IXa legislatura.[6]
- 1990 - Badalona (Barcelonès): Mireia Belmonte, nedadora catalana.

Resta del món
- 1483 - Eisleben (Alemanya): Martí Luter, teòleg, frare catòlic de l'Orde de Sant Agustí i reformador religiós alemany (m. 1546).
- 1668 - París (França): François Couperin, compositor, organista i clavecinista francès (m. 1733).
- 1812 - Xiangyin, Hunan (Xina): Zuo Zongtang, polític i militar xinès de finals de la dinastia Qing. (m. 1885).[7]
- 1842 - Pescia, Toscana: Gialdino Gialdini, compositor italià (m. 1919.)
- 1887 - Galați: Elisa Leonida Zamfirescu, enginyera i investigadora romanesa (m. 1973).[8]
- 1895 - New Brighton, Nova York: Mabel Normand, actriu estatunidenca de cinema mut, guionista, directora i productora.[9]
- 1910 - Xiangyin, Xina: Zhang Leping, dibuixant xinés (m. 1992).
- 1918 - Solin, Alemanya: Ernst Otto Fischer, químic alemany, Premi Nobel de Química de l'any 1973 (m. 2007).
- 1919 - Kurià, Rússia: Mikhaïl Kalàixnikov, dissenyador d'armes i militar rus conegut principalment per inventar el fusell d'assalt AK-47.[10]
- 1925 - Gal·les, Regne Unit: Richard Burton, actor gal·lès (m. 1984).
- 1928 - Roma: Ennio Morricone, músic italià, compositor de bandes sonores i director d'orquestra (m. 2020)[11]
- 1939 - Pine Ridge (Dakota del Sud), EUA: Russell Means, actor i activista sioux (m. 2012).
- 1942 - Syracusa, Nova York (EUA): Robert F. Engle, economista nord-americà, Premi Nobel d'Economia de l'any 2003.
- 1943 - Bristol: Rosalind Hursthouse, filòsofa moral neozelandesa, d'origen anglès.
- 1947 - Poole, Dorset, Anglaterra: Greg Lake, baixista anglès, membre fundador de King Crimson i Emerson, Lake & Palmer (m. 2016).[12]
- 1949 - Seattle, Washington (EUA): Ann Reinking, actriu, ballarina i coreografa estatunidenca (m. 2020).
- 1955 - Bradford, Anglaterra: Clare Higgins, actriu britànica.[13]
- 1956 - Lleó: Margarita Robles, jutgessa i política espanyola, actual ministra de Defensa d'Espanya, primera dona a Espanya a presidir una sala del Penal, i a presidir una audiència -la de Barcelona.[14]
- 1960 - Portchester, Anglaterra: Neil Gaiman, autor de còmics i escriptor de ciència-ficció i fantasia.[15]
- 1965 - Tolosa de Llenguadoc: Patrícia Gómez Picard, infermera i política balear, consellera del Govern Balear en la IX legislatura.
- 1971 - Holstebro, Dinamarca: Anne Fortier, escriptora canadencodanesa.[16]
- 1976 - Bari: Eleonora Forenza, política italiana.[17]
- 1978 - Edimburg: Ruth Davidson, política i periodista escocesa, líder del Partit Conservador Escocès de 2011 a 2019.

## Necrològiques
Països Catalans
- 1912, Barcelona: Elisa Carbó i Ferrer, empresària catalana, mare del pintor Ramon Casas.
- 1919, Cadaqués: Frederic Rahola i Trèmols, economista i polític català (n. 1858).
- 1950, Barcelona: Josefina Huguet, soprano lleugera o coloratura catalana, la primera soprano catalana que enregistrà un disc d'òpera.[18]
- 1991, Barcelona: Montserrat Roig i Fransitorra, escriptora en català de novel·les, contes, reportatges i articles periodístics (n. 1946).[19]
- 2018, Monestir de Montserrat, Bages: Lluís Duch i Álvarez, monjo benedictí i antropòleg català.[20]

Resta del món
- 461, Roma, Itàlia: Papa Lleó I, clergue catòlic italià (n. 400).
- 1209, Carcassona, Vescomtat de Carcassona: Ramon Roger Trencavell, vescomte de Carcassona, Rasés, Besiers i Albi (n. 1185).[21]
- 1783: Marianne Pirker, cantant alemanya (n. 1717).
- 1793, Bourg-Beaudouin, França: Jean-Marie Roland de La Platière, polític francès (n. 1734).
- 1891, Marsella, França: Arthur Rimbaud, poeta francès (36 anys).
- 1928, Berlín: Anita Berberː ballarina, actriu i escriptora alemanya, pintada per Otto Dix.[22]
- 1938, Ankara, Turquia: Mustafà Kemal Atatürk, primer President de Turquia (n. 1881).[23]
- 1967, Knoxville, Tennessee: Ida Cox, cantant i compositora estatunidenca de blues i jazz (n. 1896).[24]
- 1982, Moscou, URSS: Leonid Bréjnev, polític comunista soviètic (n. 1906).[23]
- 1986, Santa Monica, Califòrnia: Leona Woods, física nuclear americana (n. 1919).[25]
- 1994, Beverly Hills, Califòrnia: Carmen McRae, cantant de jazz nord-americana (n. 1920).[26]
- 2006, Montecito, Califòrnia, EUA: Jack Palance, actor estatunidenc (n. 1919).
- 2007, Nova York, Nova York (EUA): Norman Mailer, novel·lista, periodista, assagista, poeta, dramaturg, guionista i director cinematogràfic americà (n. 1923).[27]
- 2009, Neustadt am Rübenberge, Alemanya: Robert Enke, porter de futbol mort a causa de suïcidi (n. 1977).
- 2018, Barcelona: Carme Serra i Cantarell, gravadora i pintora catalana.[28]

## Festes i commemoracions
- Festa Local d'Arenys de Munt a la comarca del Maresme
- Dia de la Ciència per la Pau i el Desenvolupament, segons la UNESCO
- Santoral: sants Quart de Beritus i Sosípatre d'Iconi, dos dels Setanta deixebles; Lleó I, papa; Just de Canterbury, bisbe; Andreu Avel·lí, prevere teatí.